# Barid al-Scharq
Barid al-Scharq (arabisch بريد الشرق, DMG Barīd aš-Šarq) war eine von 1939 bis 1944 publizierte deutsche von der Reichs-Rundfunk-Gesellschaft und ab 1941 vom Reichsministerium für Volksaufklärung und Propaganda publizierte arabischsprachige Propagandazeitschrift. Die Redaktion verantwortete der seit 1922 in Deutschland lebende ägyptische Journalist Kamal al-Din al-Dschalal.

## Geschichte und Inhalt
Die Barid al-Scharq wurde im Oktober 1939 ins Leben gerufen. Der Hauptsitz der Zeitung befand sich in Berlin; Gründungsherausgeber war der Fremdsprachendienst der Reichs-Rundfunk-Gesellschaft. Ab 1941 wurde sie direkt vom Reichsministerium für Volksaufklärung und Propaganda herausgegeben. Die Zeitung wurde in Europa und arabischen Ländern verteilt. Die Redaktion verantwortete der seit 1922 in Deutschland lebende ägyptische Journalist Kamal al-Din al-Dschalal.
In der Zeitung dominierte die propagandistische Selbstdarstellung des Dritten Reichs in Form von Berichten über deutsche Kriegerfolge, Leistungen in Wissenschaft und Technik. Ebenso waren rassistische und antisemitische Texte Teil des Inhalts der Zeitung, sowie über die Ideologie des Nationalsozialismus und über die kolonialen Ambitionen der USA, Großbritanniens und der Sowjetunion gegenüber den arabischen Ländern. Eines der Ziele der Zeitung war es, Muhammad Amin al-Hussaini, den Großmufti von Jerusalem, als Führer der Araber und Ähnlichkeiten zwischen dem Islam und dem Nationalsozialismus zu propagieren.
Viele Artikel waren Nachdruck von Reden, darunter von Adolf Hitler, dem Jerusalemer Großmufti und dem irakischen Ministerpräsidenten Raschid Ali al-Kailani. Zu den Autoren gehörten Schakib Arslan und Abdürreşid İbrahim. Die Ausgaben der Barid al-Scharq sind in der Deutschen Nationalbibliothek in Leipzig und in der Staatsbibliothek zu Berlin archiviert.
Der Umfang der Zeitschrift betrug zwischen 8 und 38 Seiten. 1943 hatte Barid Al Sharq eine Auflage von fast 5.000 Exemplaren. 1944 wurde die Zeitung eingestellt.